# Ленгенфельд
Ленгенфельд (нім. Längenfeld) —  громада округу Імст у землі Тіроль, Австрія.
Ленгенфельд лежить на висоті  1179 м над рівнем моря і займає площу  195,8 км². Громада налічує 4326 мешканців. 
Густота населення 22/км².  
|                                      |
| Ленгенфельд на мапі округу та землі. |

 Адреса управління громади: Oberlängenfeld 72, 6444 Längenfeld. 

## Демографія
Історична динаміка населення міста за даними сайту Statistik Austria

## Виноски
1. ↑  Dauersiedlungsraum der Gemeinden Politischen Bezirke und Bundesländer - Gebietsstand 1.1.2018 — Статистичне управління Австрії.
2. ↑  Einwohnerzahl 1.1.2018 nach Gemeinden mit Status, Gebietsstand 1.1.2018 — Статистичне управління Австрії.
3. ↑  www.laengenfeld.tirol.gv.at. Архів оригіналу за 19 березня 2020. Процитовано 17 березня 2022.
4. ↑  Gemeindedaten von Längenfeld. Архів оригіналу за 30 січня 2016. Процитовано 21 липня 2013.

| Австрія | Це незавершена стаття з географії Австрії. Ви можете допомогти проєкту, виправивши або дописавши її. |